# Saint-Jacques-d’Ambur
Saint-Jacques-d’Ambur ist eine französische Gemeinde mit 291 Einwohnern (Stand: 1. Januar 2022) im Département Puy-de-Dôme in der Region Auvergne-Rhône-Alpes. Sie gehört zum Arrondissement Riom und zum Kanton Saint-Ours (bis 2015: Kanton Pontgibaud). 

## Geographie
Saint-Jacques-d’Ambur liegt etwa 27 Kilometer nordwestlich von Clermont-Ferrand. Der Sioulet, sein Stausee und die Sioule begrenzen die Gemeinde im Norden. Im Westen verläuft der Teissoux, ein Zufluss zum Sioulet. Umgeben wird Saint-Jacques-d’Ambur von den Nachbargemeinden Les Ancizes-Comps im Norden und Nordosten, Chapdes-Beaufort im Osten, Montfermy im Südosten, La Goutelle im Süden sowie Miremont im Westen.

## Bevölkerungsentwicklung
| Jahr                       | 1962 | 1968 | 1975 | 1982 | 1990 | 1999 | 2006 | 2013 |
| Einwohner                  | 389  | 370  | 343  | 344  | 315  | 300  | 296  | 277  |
| Quellen: Cassini und INSEE |      |      |      |      |      |      |      |      |

## Sehenswürdigkeiten

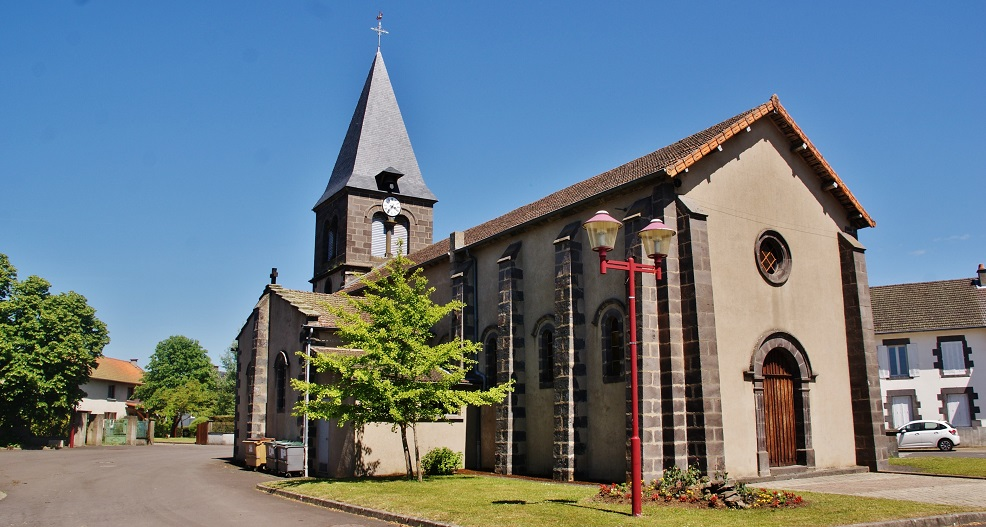
Kirche Saint-Jacques

- Kirche Saint-Jacques

## Gemeindepartnerschaft
Mit der französischen Gemeinde Trézény im Département Côtes-d’Armor in der Bretagne besteht eine Partnerschaft.

## Persönlichkeiten
- Michèle André (* 1947), Politikerin